# Toyota Sera
La Toyota Sera (nome in codice EXY10) è un'autovettura coupé, prodotta dalla casa automobilistica Toyota da febbraio 1990 a dicembre 1995 con 15 941 esemplari prodotti.

## Descrizione

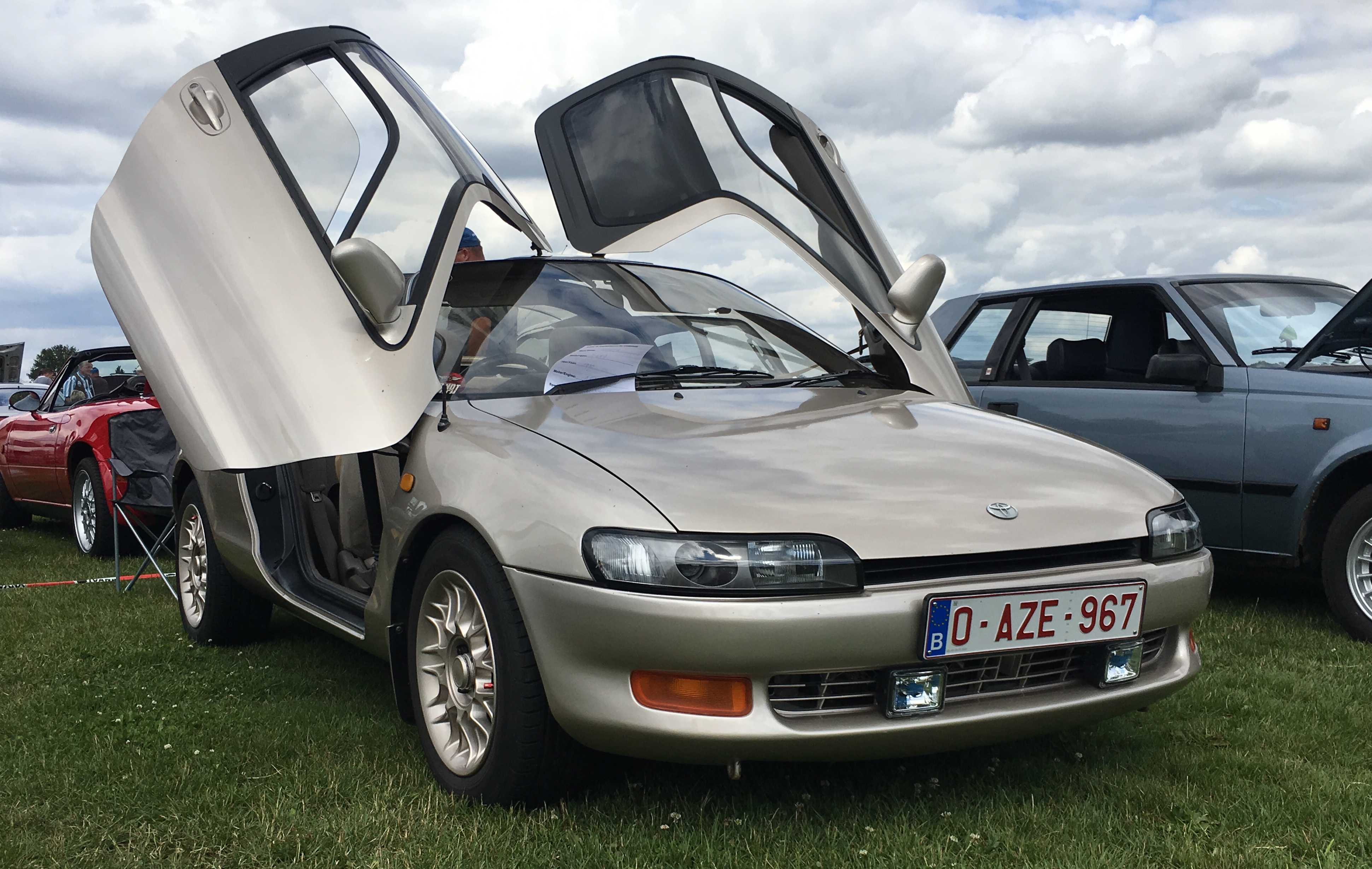
Dettaglio delle portiere

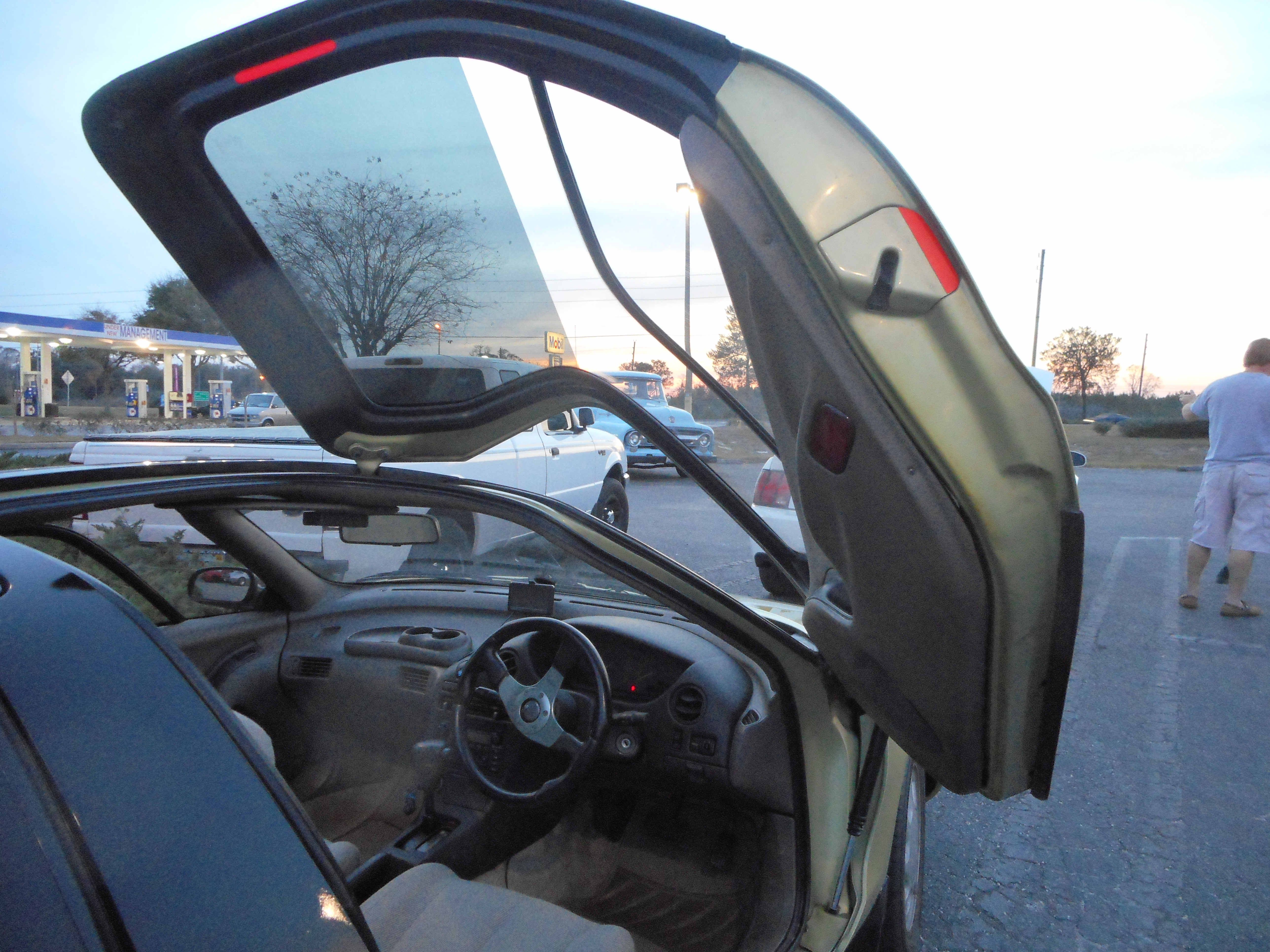
Interni

La Sera è stata anticipata nel 1987 dalla concept car Toyota AXV-II che aveva una forma quasi pronta per la produzione in serie, che si caratterizzava per il tettuccio prevalentemente in vetro e per le sue portiera a farfalla, che si aprivano verso l'alto. Solo un anno dopo, al salone di Tokyo del 1989, fu presentata la versione di serie chiamata Sera. Il nome deriva dal francese "etre" (cioè in italiano essere) nella coniugazione al futuro sera (in italiano sarà).
Meccanicamente l'auto era derivata sia dalla Paseo che dalla Starlet, condividendone il pianale, sospensioni, sterzo e freni.
Disponibile in un'unica configurazione sia di motore che di carrozzeria, la vettura era spinta da un motore a benzina 5E-FHE a 4 cilindri in linea da 1,5 litri (1496 cm³),
in configurazione trasversale-anteriore e trazione anteriore ad iniezione elettronica, che erogava 78 kW (104 CV) e 132 Nm di coppia. Tutte le versioni erano dotate di sterzo a pignone e cremagliera servoassistito e disponibile sia con il cambio automatico a 4 velocità Toyota A242L o con il cambio manuale a 5 velocità Toyota C155. I freni erano a dischi ventilati all'avantreno e a tamburi al retrotreno, a meno che non fosse dotata del sistema frenante antibloccaggio ABS, che comprendeva i dischi ventilati su tutte e quattro le ruote.